# مقاطعة هاربر (أوكلاهوما)
مقاطعة هاربر (بالإنجليزية: Harper County)‏ هي إحدى مقاطعات ولاية أوكلاهوما في الولايات المتحدة الأمريكية.